# カシオペヤ座6番星
カシオペヤ座6番星は、カシオペヤ座の中に位置してある白色の極超巨星 で、はくちょう座α型の脈動変光星でもあり、視等級は5.34 - 5.45等に変化する。半径は太陽の約217倍、質量は太陽の22倍でデネブとほぼ同規模だが、光度は太陽の約200,000倍で絶対等級も-8.30であることからデネブを凌ぐ。この星は8,000光年先にあるカシオペヤ座のOBアソシエーションのメンバーである。